# چوجی-زاکورا
چوجی-زاکورا (به ژاپنی: チョウジザクラ choji-zakura) (نام علمی: Prunus apetara) یک نوع ساکورایی خودرو است. این ساکورا به نام مِجیرو-زاکورا نیز خوانده می‌شود. درخت آن برگریز است و ارتفاع درخت بالغ به ۷ متر می‌رسد. خود درخت منهای گل آن به مامه-زاکورا بسیار شباهت دارد. شکوفهٔ چوجی-زاکورا کوچک است قطر گل حدود ۲ سانتیمتر می‌رسد و ۵ گلبرگ دارد. معمولاً گلبرگ‌ها به صورت پراکنده و تک یا دوتایی رشد می‌کنند. هنگامی که گل‌ها کاملاً باز می‌شوند زاویه گلبرگ با کاسبرگ قائمه است و شکلی مانند حرف T انگلیسی به گل می‌دهد و سر آن به طرف پایین خم شده‌است.